# Rețea academică
O rețea academică (sau CAN, din engleză de la Campus Area Network) este o rețea de calculatoare asemănătoare cu cea locală, dar care se extinde pe zone geografice mult mai largi. Această rețea poată fi considerată ca o formă a rețelei metropolitane, configurată după necesitățile învățământului superior și marilor instituții de cercetare.
În cazul unei universități, o rețea academică poate face legătură dintre diferite clădiri ale campusului, incluzând departamentele academice, biblioteca universitară i reședințele (căminele) studențești. Rețelele academice sunt în general mai mari decât cele locale (LAN), dar mai mici decât rețelele metropolitane (MAN).
Rețelele de tip CAN au fost create cu scopul de a facilita studenților accesul la rețeaua Internet și la celelalte resurse ale universității.